# Bikol (vattendrag i Ungern)
Bikol är ett vattendrag i Ungern.   Det ligger i provinsen Komárom-Esztergom, i den nordvästra delen av landet, 50 km nordväst om huvudstaden Budapest.